# Gustavo Enrique Ortiz Lozada
Gustavo Enrique Ortiz Lozada (Florencia, 13 de junio de 1982- La Montañita 2 de junio de 2014) fue un militar colombiano. Mayor del Ejército Nacional de Colombia.

## Biografía
Nacido en Florencia (Caquetá). En 1999 ingreso a la Escuela Militar de Cadetes José María Córdoba. En 2002 fue nombrado Subteniente. Fue ascendido a Capitán en 2012, al mando de la Compañía de Acción Integral (COPAI) de la Sexta División del Ejército Nacional, encargada de obras sociales.

## Muerte
Fue asesinado en zona rural de en la Inspección de la Unión Peneya de La Montañita (Caquetá), por un francotirador al parecer del Frente 15 de las FARC-EP.  William Torres, jefe de milicias de las FARC-EP en Caquetá fue detenido agosto de 2014 por este hecho.

## Homenajes
El Ejército Nacional de Colombia nombró al Batallón de apoyo para de combate de armas combinadas de la Primera División en Buenavista (La Guajira) y a la Plaza de armas de la Décima Segunda Brigada del Ejército Nacional en Florencia (Caquetá) con su nombre.